# 185321 Kammerlander
185321 Kammerlander este o planetă minoră (asteroid), cu un diametru de 2,957 km, din centura de asteroizi. A fost descoperită pe 10 noiembrie 2006 la Borbona de Vincenzo Silvano Casulli⁠(d). 
Obiectul prezintă o orbită caracterizată de o semiaxă mare de 2,5848317388172 UAi, o excentricitate de 0,11, o înclinație de 7,1 ° în raport cu ecliptica.